# Moșnița Nouă
Moșnița Nouă is een gemeente en een dorp in het Roemeense district Timiș en ligt in de regio Banaat in het westen van Roemenië. De gemeente telt 3874 inwoners (2005).

## Geografie
De oppervlakte van Moșnița Nouă bedraagt 66,37 km², de bevolkingsdichtheid is 58 inwoners per km².
De gemeente bestaat uit de volgende dorpen: Albina, Moșnița Nouă, Moșnița Veche, Rudicica, Urseni.

## Demografie
Van de 4313 inwoners in 2002 zijn 3547 Roemenen, 596 Hongaren, 21 Duitsers, 115 Roma's en 34 van andere etnische groepen. De Hongaren wonen voornamelijk in de hoofdkern Mosnita Noua en vormen hier met 415 van de 1450 inwoners 29% van de bevolking.
Onderstaande figuur toont het verloop van het inwoneraantal vanaf 1880.

## Politiek
De burgemeester van Moșnița Nouă is Emil Arseni (PNL). De gemeenteraad bestaat uit 13 personen, hiervan zijn twee zetels voor de partij van de Hongaren, de UDMR.

## Geschiedenis
In 1332 werd Moșnița Nouă voor het eerst in geschriften vermeld. In de 19e eeuw was het dorp volledig verlaten en pas in 1902 werd op de plaats van het oude dorp een nieuwe nederzetting opgericht door Hongaren afkomstig uit de stad Szentes. In 1910 waren de Hongaren al vergezeld door Roemenen en Duitsers en vormden ze een minderheid van circa 40% van de bevolking. In 1920 ging het dorp over van Oostenrijk-Hongarije naar Groot-Roemenië. Er wonen tegenwoordig nog circa 500 Hongaren in het dorp.
De historische Hongaarse en Duitse namen zijn respectievelijk Újmosnica en Neumoschnitza.
Balinț · Banloc · Bara · Bârna · Beba Veche · Becicherecu Mic · Belinț · Bethausen · Biled · Birda · Bogda · Boldur · Brestovăț · Cărpiniș · Cenad · Cenei · Checea · Chevereșu Mare · Comloșu Mare · Coșteiu · Criciova · Curtea · Darova · Denta · Dudeștii Noi · Dudeștii Vechi · Dumbrava · Dumbrăvița · Fibiș · Fârdea · Foeni · Gavojdia · Ghilad · Ghiroda · Ghizela · Giarmata · Giera · Giroc · Giulvăz · Gottlob · Iecea Mare · Jamu Mare · Jebel · Lenauheim · Liebling · Lovrin · Margina · Mașloc · Mănăștiur · Moravița · Moșnița Nouă · Nădrag · Nițchidorf · Ohaba Lungă · Orțișoara · Parța · Pădureni · Peciu Nou · Periam · Pietroasa · Pișchia · Racovița · Remetea Mare · Sacoșu Turcesc · Saravale · Satchinez · Săcălaz · Secaș · Sânandrei · Sânmihaiu Român · Sânpetru Mare · Șag · Şandra · Știuca · Teremia Mare · Tomești · Tomnatic · Topolovățu Mare · Tormac · Traian Vuia · Uivar · Valcani · Variaș · Victor Vlad Delamarina · Voiteg